# بريغز كونينغهام
بريغز كونينغهام (بالإنجليزية: Briggs Cunningham)‏ هو سائق سيارة سباق أمريكي، ولد في 19 يناير 1907 في سينسيناتي في الولايات المتحدة، وتوفي في 2 يوليو 2003 بسبب مرض آلزهايمر.

## وصلات خارجية
- بريغز كونينغهام على موقع DriverDB.com (الإنجليزية)

- الموقع الرسمي